# 오성초등학교 (충남)
오성초등학교는 대한민국 충청남도 서천군에 있는 공립 초등학교이다.

## 학교 연혁
- 1948년 9월 10일: 판교국민학교 오성분교장
- 1957년 4월 1일: 개교
- 1995년 3월 1일: 판교국민학교 통합

## 참고 자료
- 오성초등학교 - 한국교육학술정보원 학교알리미